# Abdi Nageeye
Abdi Nageeye (Mogadiscio, Somalia, 2 de marzo de 1989) es un deportista neerlandés de origen somalí que compite en atletismo, especialista en la prueba de maratón.
Participó en tres Juegos Olímpicos de Verano, obteniendo una medalla de plata en Tokio 2020, en la maratón, y el undécimo lugar en Río de Janeiro 2016, en la misma prueba.
Además, ganó la Maratón de Nueva York en 2024.

## Palmarés internacional
| Juegos Olímpicos | Juegos Olímpicos | Juegos Olímpicos | Juegos Olímpicos |
| Año              | Lugar            | Medalla          | Prueba           |
| ---------------- | ---------------- | ---------------- | ---------------- |
| 2020             | Tokio (Japón)    | Medalla de plata | Maratón          |